# 카스피해땃쥐
카스피해땃쥐 또는 카스피땃쥐(Crocidura caspica)는 땃쥐과에 속하는 포유류의 일종이다. 이란과 아제르바이잔의 카스피해 남부 해안을 따라서 발견된다.